# Gaston Tissandier

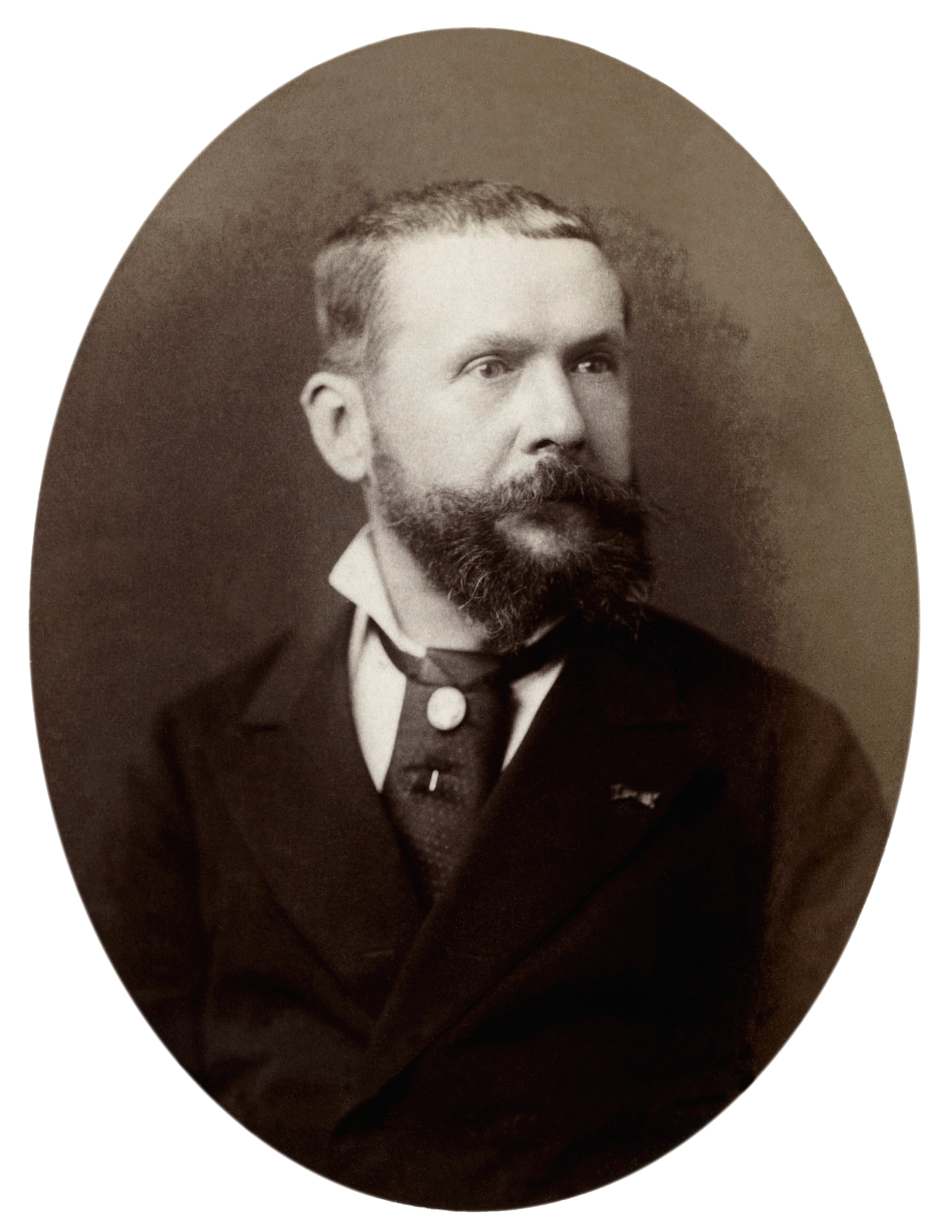
Gaston Tissandier

Das Elektroluftschiff der Gebrüder Tissandier 1883 in Paris-Auteuil, Paris

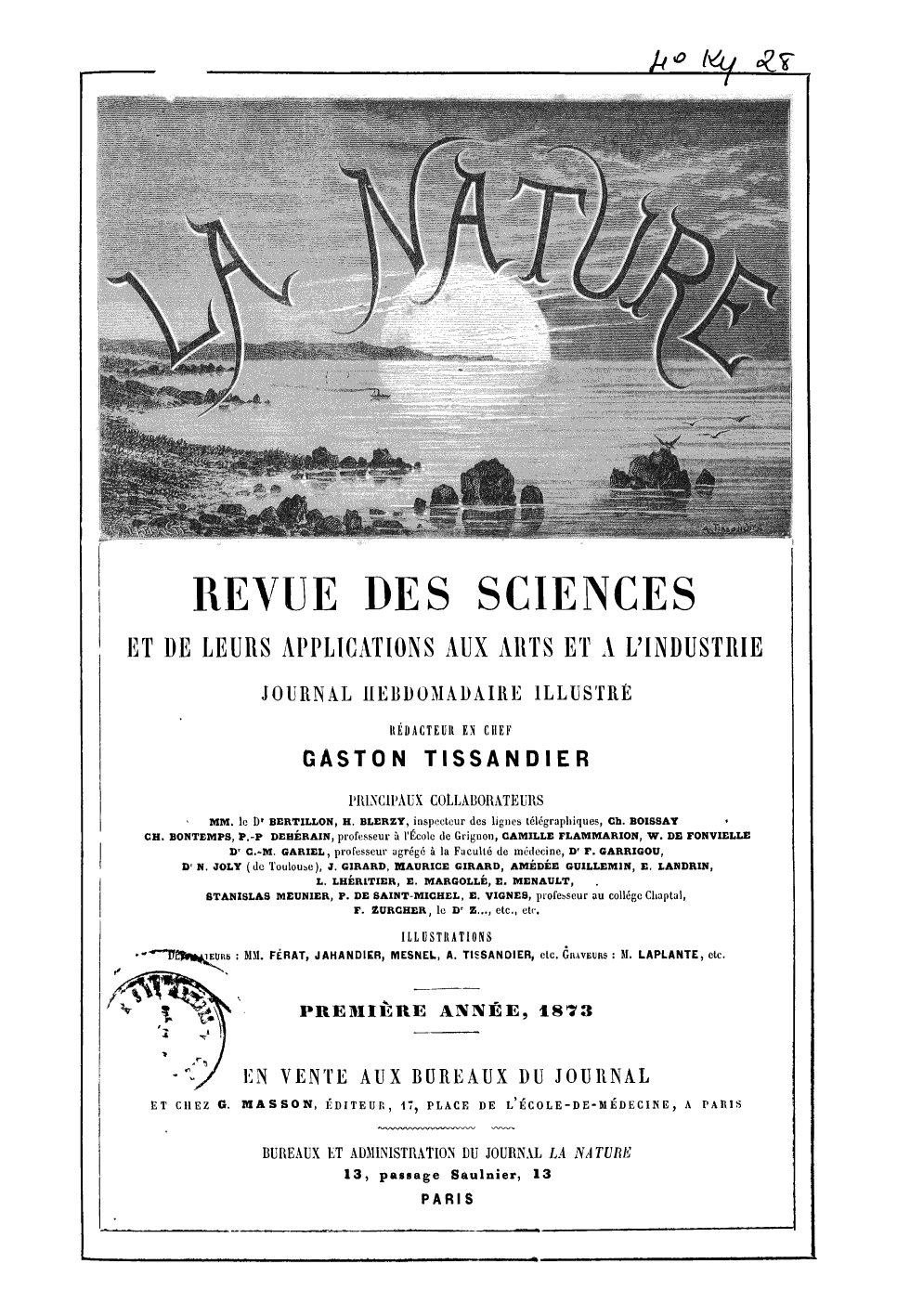
Titelblatt von La Nature

 Gaston Tissandier (* 20. oder 21. November 1843 Paris; † 30. August 1899 ebenda) war ein französischer Chemiker, Meteorologe und Luftschiffer.

## Leben
Gaston Tissandier war der zweite Sohn des Generalrats Paul Emmanuel Tissandier und der Caroline Agathe geborene Decan de Chatouville und Enkel des Botanikers L’Héritier de Brutelle, Mitglied der französischen Akademie der Wissenschaften. Er absolvierte das Lycée Bonaparte und widmete sich daraufhin vorwiegend der Chemie, zunächst im Laboratorium des Conservatoire national des arts et métiers unter der Leitung von Pierre-Paul Dehérain. Gleichzeitig setzte er sein Studium an der Sorbonne und als Hörer freier Vorlesungen am Collège de France fort, bevor er 1864 im Alter von 21 Jahren an das Versuchslaboratoriums der Union nationale berufen wurde, das er bis 1874 leitete.
In dieser Zeit beschäftigte er sich auch mit meteorologischen Arbeiten, und 1868 unternahm er daher von Calais aus mit Claude-Jules Duruof (1841–1899) seine erste Ballonfahrt. 1869 legte er mit Wilfrid de Fonvielle 90 km in 35 Minuten zurück.
Seitdem stieg er mit seinem älteren Bruder Albert (1839–1906) mehr als 20-mal auf. 1870 floh er mittels eines Ballons aus dem belagerten Paris. 1875 mit Joseph Crocé-Spinelli (1845–1875) und Théodore Sivel (1834–1875) zwei Fahrten, von denen eine 23 Stunden dauerte. Die zweite Fahrt am 15. April 1875, hauptsächlich zum Zweck spektroskopischer Untersuchungen unternommen, führte in eine Höhe von 8.600 m. Seine beiden Begleiter kostete der Sauerstoffmangel das Leben, Tissandier überlebte, verlor aber das Gehör. Im Jahr 1881 wurde von den Gebrüdern Tissandier erstmals ein Luftschiff vorgestellt, das mit einem Elektromotor bestückt war. Der 1,5-PS-Motor der Firma Siemens trieb eine zweiflügelige Luftschraube an. Dieses Wasserstoff-Luftschiff hatte seinen Erstflug am 8. Oktober 1883. Zunächst war dieser Prototyp privat finanziert. Ein zweites Modell, nun mit einem stärkeren Elektromotor, wurde im August 1884 durch das französische Militär abgenommen und erstmals erprobt.
Tissandier war Vizepräsident der französischen Luftschiffergesellschaft Société française de navigation aérienne, Professor des Polytechnischen Vereins und Mitglied der französischen Ehrenlegion. Er schrieb außer vielen weiteren Zeitschriftenbeiträgen vor allem für die 1873 von ihm gegründete Zeitschrift La Nature.
Gaston Tissandier überlebte seine Ehefrau Louise Anne Arbouin, mit der er zwei Kinder hatte. Er starb 1899 im Alter von 55 Jahren in seinem Pariser Domizil, N° 3 rue Bleue im 18. Arrondissement in dem seit 1934 die Rue Gaston-Tissandier seinen Namen trägt.

## Werke (Auswahl)
- L’Eau. Hachette, Paris 1867, 4. Aufl. 1878.
- Eléments de Chimie. Paris 1870.
- La Houille. Hachette, Paris 1886.

–
- Histoire de mes ascensions récit de quarante voyages aériens (1868–1886). Maurice Dreyfous (éditeur) Paris 1887 (7. Auflage).
  - Deutsche Ausgabe von Hermann Masius (1818–1893): Luftreisen von J. Glaisher, C. Flammarion, W. v. Fonvielle und G. Tissandier. Mit einem Anhange über die Ballonfahrten während der Belagerung von Paris. Frei aus dem Französischen (Voyages aériens). Eingeführt durch Hermann Masius. Mit zahlr. Illustrationen. Leipzig: Brandstetter, 1872.
  - Daraus: Meine erste Luftschifffahrt. In: Die Gartenlaube. Heft 38, 1872, S. 617–620 (Volltext [Wikisource]).
- En ballon! Pendant le siège de Paris. Souvenirs d’un aéronaute im Project Gutenberg. Paris 1871.
- Les Merveilles de la photographie. Hachette, Paris 1874.
- Histoire de la gravure typographique. 1875
- Simples notions sur les ballons. 1876
- Le Grand Ballon captif à vapeur de M. Henry Giffard, 1879
- Les Martyrs de la science. Dreyfous, Paris 1879.
- Observations météorologiques en ballon. Résumé de 25 ascensions aérostatiques. Paris 1879.
- Les ballons dirigeables: Application de l’électricité à la navigation aerienne; [Ouvrage accompagné de 35 fig. et de 4 pl. hors texte]. Paris 1885.
- La photographie en ballon, avec une table. Paris 1886. – Im Frühjahr 1888 liest der Fotograf Arthur Batut dieses Werk, kommt auf die Idee den Ballon durch einen Drachen zu ersetzen und macht noch im selben Jahr die weltweit erste Drachen-Luftbildaufnahme.
- La Tour Eiffel de 300 mètres: description du monument, sa construction, ses organes mécaniques, son but et son utilité. Avec une lettre autographie de G. Eiffel. Masson, Paris 1889.
- Bibliographie aéronautique: Catalogue de livres d’histoire, de science, de voyages et de fantaisie, traitant de la navigation aérienne ou des aérostats. Paris 1887. Nachdruck der Ausgabe Paris 1887, Amsterdam: Israël 1971.
- Histoire des ballons et des aéronautes célèbres. H. Launette & C., Paris 1890.